# De Montfort Hall

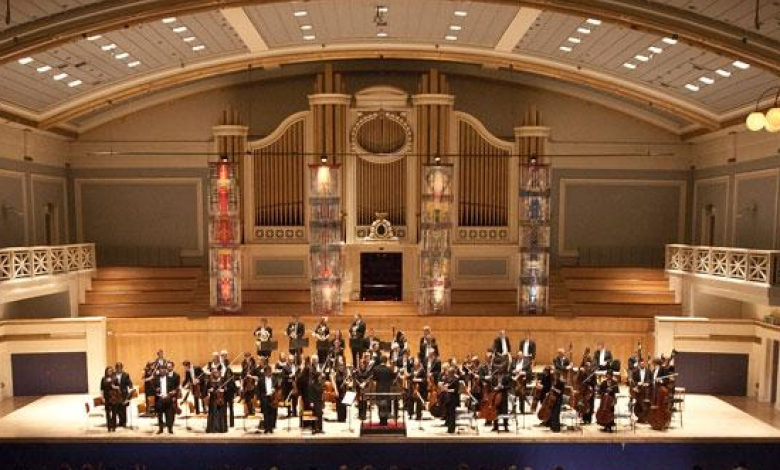
Scena De Montfort Hall, w tle organy

De Montfort Hall – filharmonia w mieście Leicester w Wielkiej Brytanii położona przy ulicy Granville Road obok Victoria Parku.
Nazwa filharmonii bierze się od hrabiego Szymona z Montfort.
De Montfort Hall wybudowano na początku XX wieku, oddano do użytku w 1913 r. Koszt budowy w tamtym okresie wyniósł 21 000 funtów. Architektem był Shirley Harrison.
Sala filharmonii mieści 2000 osób. Sala zawiera odrestaurowane organy piszczałkowe, które posiadają 600 piszczałek w wielu tonacjach muzycznych. W 2014 roku organy oszacowano na kwotę pięciu milionów funtów brytyjskich.
W De Montfort Hall swoją stałą siedzibę ma Orkiestra Symfoniczna Leicester.